# Brian Henson
Pour les articles homonymes, voir Henson.
Brian Henson est un acteur, producteur, réalisateur et scénariste américain né le 3 novembre 1963.

## Biographie
Brian Henson est le fils de Jim Henson, le créateur des Muppets. Depuis la mort de celui-ci, en 1990, il copréside avec sa sœur Lisa, la Jim Henson Company.

## Filmographie

### Acteur
- 1969 : 1, rue Sésame (Sesame Street) (série télévisée) : Various Characters
- 1981 : Les Muppets à Londres (The Great Muppet Caper) : Muppet Performer (voix)
- 1982 : Split Image : Jerry
- 1984 : Les Muppets à Manhattan (The Muppets Take Manhattan) : Additional Muppet Performer (voix)
- 1985 : Oz, un monde extraordinaire (Return to Oz) : Jack Pumpkinhead (voix)
- 1986 : Labyrinthe (Labyrinth) : Hoggle / Goblin (voix)
- 1986 : The Christmas Toy (TV) : Cruiser
- 1989 : Living with Dinosaurs (TV) : Dog
- 1989 : The Jim Henson Hour (série télévisée)
- 1990 : Les Légendes grecques (The Storyteller: Greek Myths) (feuilleton TV) : The Dog (voix)
- 1994 : Muppet Classic Theater (vidéo) : Andy Pig
- 1996 : L'Île au trésor des Muppets (Muppet Treasure Island) (voix)
- 1999 : Les Muppets dans l'espace (Muppets from Space) : Dr. Phil Van Neuter / Sal Minella / Talking Sandwich (voix)
- 2001 : Jack et le Haricot magique (Jack and the Beanstalk: The Real Story) (TV) : Galaga (voix)
- 2002 : Joyeux Muppet Show de Noël (It's a Very Merry Muppet Christmas Movie) (TV) : Scooter / Sal Manilla / Janice (voix)
- 2005 : Le Magicien d'Oz des Muppets (The Muppets' Wizard of Oz) (TV) : Crazy Harry / Sal Manilla (voix)

### Producteur
- 1981 : Of Muppets and Men: The Making of 'The Muppet Show' (TV)
- 1992 : Noël chez les Muppets (The Muppet Christmas Carol)
- 1996 : Les Voyages de Gulliver (Gulliver's Travels) (TV)
- 1996 : L'Île au trésor des Muppets (Muppet Treasure Island)
- 1996 : The Wubbulous World of Dr. Seuss (série télévisée)
- 1997 : Mon copain Buddy (Buddy)
- 1998 : B.R.A.T.S. of the Lost Nebula (série télévisée)
- 1999 : Les Muppets dans l'espace (Muppets from Space)
- 1999 : Elmo au pays des grincheux (The Adventures of Elmo in Grouchland)
- 2000 : L'Étrange histoire d'Hubert (Rat)
- 2001 : Jack et le Haricot magique (Jack and the Beanstalk: The Real Story) (TV)
- 2002 : Joyeux Muppet Show de Noël (It's a Very Merry Muppet Christmas Movie) (TV)
- 2004 : Farscape : Guerre pacificatrice (TV)
- 2005 : Le Magicien d'Oz des Muppets (The Muppets' Wizard of Oz) (TV)

### Réalisateur

#### Cinéma
- 1988 : Jim Henson Presents Mother Goose Stories
- 1992 : Noël chez les Muppets (The Muppet Christmas Carol)
- 1996 : L'Île au trésor des Muppets (Muppet Treasure Island)
- 2018 : Carnage chez les Puppets (The Happytime Murders)

#### Télévision
- 1996 : Les Muppets (série télévisée)
- 2001 : Jack et le Haricot magique (Jack and the Beanstalk: The Real Story) (TV)
- 2004 : Farscape : Guerre pacificatrice (TV)
- 2006 : Rêves et Cauchemars (feuilleton TV, segment Petits Soldats)